# Andronic d'Alexandrie
Andronic ou Andronicus d'Alexandrie est un  patriarche copte d'Alexandrie de 619 au 3 janvier 626